# 1994年リレハンメルオリンピックの日本選手団
1994年リレハンメルオリンピックの日本選手団（1994ねんリレハンメルオリンピックのにほんせんしゅだん）は、1994年2月12日から2月27日までノルウェーのオップラン県リレハンメルで行われた1994年リレハンメルオリンピックの日本選手団各選手の試合結果。選手名及び所属は1994年当時のもの。

## 概要
- 人員：110人（選手65人、役員45人）
主将：橋本聖子（スピードスケート）
旗手：三ヶ田礼一（ノルディック複合）
- 結団式：2月5日
- 解団式：

## メダル獲得者

### 金メダル
- 阿部雅司・河野孝典・荻原健司（ノルディック複合団体）

### 銀メダル
- 河野孝典（ノルディック複合個人）
- 原田雅彦・葛西紀明・岡部孝信・西方仁也（スキージャンプラージヒル団体）

### 銅メダル
- 堀井学（スピードスケート男子500m）
- 山本宏美（スピードスケート女子5,000m）

## スキー

### アルペンスキー
コーチ：古川年正

コーチ：重吉武志

コーチ：松嶺法嗣

ドクター：栗山節郎
- 岡部哲也（デサント）
  - 男子回転：途中棄権
- 石岡拓也（ヤマハ）
  - 男子複合：途中棄権
  - 男子回転：19位（2分10秒34）
- 川端絵美（KDD）
  - 女子複合：17位（3分18秒22）
  - 女子スーパー大回転：24位（1分23秒90）
  - 女子滑降：21位（1分38秒29）
  - 女子大回転：棄権
- 平澤岳（志賀山リフト）
  - 男子回転：途中棄権
- 木村公宣（ロシニョールジャパン）
  - 男子複合：途中棄権
  - 男子スーパー大回転：33位（1分36秒38）
  - 男子回転：18位（2分07秒97）
  - 男子大回転：26位（2分58秒50）

### クロスカントリースキー
コーチ：佐藤昭

コーチ：佐藤志郎

コーチ：村田健一
- 横山寿美子（日本大学）
  - 女子15kmフリー：36位（46分00秒4）
  - 女子30kmクラシカル：45位（1時間37分14秒7）
  - 女子5kmクラシカル：50位（16分30秒5）
  - 女子複合：36位（46分56秒0）
- 堀米光男（志賀高原観光開発）
  - 10kmクラシカル：31位（26分36秒2）
  - 男子30kmフリー：19位（1時間17分49秒4）
  - 複合：27位（1時間05分07秒0、15kmフリー29位38:31.0）
- 今井博幸（NTT信越）
  - 10kmクラシカル：40位（26分48秒8）
  - 50kmクラシカル：28位（2時間17分55秒2）
  - 男子30kmフリー：20位（1時間18分03秒7）
  - 複合：42位（1時間06分19秒8、15kmフリー48位39:31.8）
- 佐々木一成（北野建設）
  - 10kmクラシカル：25位（26分12秒1）
  - 50kmクラシカル：24位（2時間16分51秒7）
  - 男子30kmフリー：39位（1時間20分52秒7）
  - 複合：18位（1時間04分00秒5、15kmフリー15位37:48.5）
- 神津正昭（専修大学）
  - 10kmクラシカル：72位（28分20秒2）
  - 複合：54位（1時間07分50秒1、15kmフリー46位39:30.1）
- 青木富美子（真室川高校教諭）
  - 女子15kmフリー：11位（43分01秒4）
  - 女子30kmクラシカル：26位（1時間32分22秒3）
  - 女子5kmクラシカル：26位（15分41秒9）
  - 女子複合：16位（44分08秒4）
- 長浜一年（シークラフト）
  - 50kmクラシカル：48位（2時間22分30秒2）
  - 男子30kmフリー：48位（1時間22分24秒9）
- 今井博幸・神津正昭・佐々木一成・長浜一年
  - 男子4×10kmリレー：14位（1時間49分42秒1）

### スキージャンプ
コーチ：小野学

コーチ：中津信雄

マッサー：鎌倉一
- 岡部孝信（たくぎん）
  - 男子ノーマルヒル：9位（206.8）
  - 男子ラージヒル個人：4位入賞（243.5）
- 葛西紀明（地崎工業）
  - 男子ノーマルヒル：5位入賞（259.0）
  - 男子ラージヒル個人：14位（196.1）
- 原田雅彦（雪印乳業）
  - 男子ノーマルヒル：55位（125.5）
  - 男子ラージヒル個人：13位（199.9）
- 西方仁也（雪印乳業）
  - 男子ノーマルヒル：8位入賞（208.9）
  - 男子ラージヒル個人：8位入賞（218.3）
- 岡部孝信・葛西紀明・西方仁也・原田雅彦
  - 男子ラージヒル団体：2位・銀メダル獲得（956.9）
- 斎藤浩哉（雪印乳業）：出場せず
- 桜井仁（たくぎん）：出場せず
- 須田健仁（東京美装）：出場せず

### ノルディック複合
コーチ：上杉尹宏

コーチ：早坂毅代司

コーチ：斉藤智治
- 阿部雅司（東京美装）
  - 個人：10位（207.0）
- 荻原健司（北野建設）
  - 個人：4位入賞（231.0）
- 河野孝典（野沢温泉スキークラブ）
  - 個人：2位・銀メダル獲得（239.5）
- 古川純一（近畿大学）
  - 個人：19位（220.55）
- 阿部雅司・荻原健司・河野孝典
  - 団体：優勝・金メダル獲得（733.5）
- 三ヶ田礼一（リクルート）
  - 出場せず

### フリースタイルスキー
コーチ：大槻譲

コーチ：田北茂
- 三浦豪太（ユタ州立大学）
  - 男子モーグル：27位（予選敗退）
- 待井寛（リステル）
  - 男子エアリアル：20位（予選敗退）
- 里谷多英（東海大四高校）
  - 女子モーグル：11位（23秒18）

## スケート

### ショートトラック
監督：黒田幹也

コーチ：本間康彦

トレーナー：清水純一
- 寺尾悟（足助高校）
  - 男子1000m：4位入賞（1分33秒39）
  - 男子500m：13位（44秒27）、準々決勝で落選
- 植松純（ユニマット）
  - 男子1000m：18位（1分32秒67）
  - 男子500m：15位
- 赤坂雄一（帝産オート）・石原辰義（西濃運輸）・植松純・寺尾悟
  - 男子5000mリレー：5位入賞（7分19秒11）
- 椿文子（帝産オート）
  - 女子500m：9位（47秒51）、準々決勝で落選
- 今井英人（山梨学院大学）
  - 出場せず

### スピードスケート
男子監督：石幡忠雄

女子監督：長田照正

コーチ：黒岩彰

コーチ：山本雅彦
- 井上純一（日本大学）
  - 男子1000m：8位入賞（1分13秒75）
  - 男子500m：6位入賞（36秒63）
- 岡崎朋美（富士急）
  - 女子500m：14位（40秒55）
- 宮部行範（三協精機）
  - 男子1000m：14位（1分14秒28）
  - 男子1500m：21位（1分55秒56）
- 宮部保範（新王子製紙）
  - 男子500m：9位（36秒72）
- 橋本聖子（富士急）
  - 女子1000m：21位（1分22秒31）
  - 女子1500m：9位（2分04秒98）
  - 女子3000m：6位入賞（4分21秒07）
  - 女子5000m：8位入賞（7分29秒79）
- 黒岩敏幸（ミサワホーム）
  - 男子1000m：11位（1分13秒95）
- 佐藤和弘（コクド）
  - 男子10000m：13位（14分18秒44）
  - 男子5000m：13位（6分54秒83）
- 山本宏美（新王子製紙）
  - 女子1500m：15位（2分06秒54）
  - 女子3000m：7位入賞（4分22秒37）
  - 女子5000m：3位・銅メダル獲得（7分19秒68）
- 山本真弓（新王子製紙）
  - 女子1000m：27位（1分23秒15）
  - 女子500m：25位（41秒20）
- 糸川敏彦（専修大学）
  - 男子10000m：11位（14分17秒00）
  - 男子1500m：27位（1分56秒67）
  - 男子5000m：6位入賞（6分49秒36）
- 小笠原みき（新王子製紙）
  - 女子3000m：10位（4分25秒27）
  - 女子5000m：9位（7分30秒47）
- 清水宏保（日本大学）
  - 男子1000m：19位（1分15秒01）
  - 男子500m：5位入賞（36秒60）
- 青柳徹（東芝）
  - 男子1500m：15位（1分54秒85）
  - 男子5000m：24位（6分59秒88）
- 田畑真紀（富士急）
  - 女子1500m：16位（2分06秒79）
- 島崎京子（三協精機）
  - 女子1000m：18位（1分21秒96）
  - 女子500m：10位（40秒26）
- 楠瀬志保（佐田建設）
  - 女子1000m：6位入賞（1分20秒37）
  - 女子1500m：13位（2分06秒20）
  - 女子500m：18位（40秒94）
- 堀井学（専修大学）
  - 男子500m：3位・銅メダル獲得（36秒53）
- 浜道隆寛（日本大学）
  - 出場せず

### フィギュアスケート
監督：杉田秀男

女子監督：平松純子

コーチ：佐藤信夫

トレーナー：馬本佳代子
- 鍵山正和（愛知工業大学）
  - 男子シングル：12位
- 及川史弘（早稲田大学）
  - 男子シングル：22位
- 佐藤有香（法政大学）
  - 女子シングル：5位入賞
- 井上怜奈（渋谷教育学園幕張高校）
  - 女子シングル：18位

## バイアスロン
監督：出口弘之

コーチ：菊地二久
- 小舘操（陸上自衛隊）
  - 男子10km：42位（31分40秒2）
  - 男子20km：62位（1時間05分34秒6）
- 本田佳子（陸上自衛隊）
  - 女子15km：54位（1時間00分00秒5）
  - 女子7.5km：44位（28分37秒3）

## ボブスレー
監督：船山雄二

コーチ：武田雄爾
- 大堀孝（仙台大学職員）・脇田寿雄（東海交易）
  - 2人乗り：19位（3分34秒10）
- 鈴木寛（仙台大学）・竹脇直巳（北野建設）
  - 2人乗り：18位（3分34秒00）
- 大島宏之（キリンビール）・大堀孝・鈴木寛・竹脇直巳
  - 4人乗り：18位（3分30秒67）

## リュージュ
監督：栗山浩司

コーチ：伊藤徹
- 高松一彦（富士メガネ）
  - 男子1人乗り：22位（3分27秒103）
- 佐々木淳吏（日友工業）
  - 男子1人乗り：28位（3分29秒796）
- 佐々木雄次（仙台大学）
  - 男子1人乗り：25位（3分28秒478）
- 佐々木淳吏・佐々木雄次
  - 男子2人乗り：18位（1分40秒124）

## 本部
団長：南洞邦夫

副団長：八木祐四郎

本部役員：笠谷昌生

本部役員：宮本之男

本部役員：須田泰明

本部役員：高橋勝男

本部員：平眞

本部員：西村賢二

本部員：柿沼健児

ドクター：川原貴

ドクター：高尾良英

理学療法士：加賀谷善教

アタッシェ：松村一